# Short track ai XXII Giochi olimpici invernali - 500 m maschile
Tra le competizione dello Short track che si sono disputate ai XXII Giochi olimpici invernali di Soči (in Russia) ci sono stati i 500 m maschile. L'evento si è tenuto il 18 e 21 febbraio.
Detentore del titolo di campione olimpico uscente era il canadese Charles Hamelin, che vinse a Vancouver 2010 (in Canada), precedendo il sudcoreano Sung Si-Bak (medaglia d'argento) e il connazionale François-Louis Tremblay (medaglia di bronzo).
Campione olimpico si è laureato il russo Viktor An, che ha preceduto il cinese Wu Dajing, medaglia d'argento, e il canadese Charle Cournoyer, medaglia di bronzo.

## Risultati

### Batterie

#### Batteria 1
| Pos. | Atleta            | Nazione       | Tempo  | Note |
| ---- | ----------------- | ------------- | ------ | ---- |
| 1    | Park Se-yeong     | Corea del Sud | 41"566 | Q    |
| 2    | Satoshi Sakashita | Giappone      | 41"629 | Q    |
| 3    | Vladislav Bykanov | Israele       | 41"769 |      |
| 4    | Pierre Boda       | Australia     | 42"702 |      |

#### Batteria 2
| Pos. | Atleta             | Nazione     | Tempo  | Note |
| ---- | ------------------ | ----------- | ------ | ---- |
| 1    | Charle Cournoyer   | Canada      | 41"180 | Q    |
| 2    | Freek van der Wart | Paesi Bassi | 41"190 | Q    |
| 3    | Shaolin Sándor Liu | Ungheria    | 41"683 |      |
| 4    | Anthony Lobello    | Italia      | 42"133 |      |

#### Batteria 3
| Pos. | Atleta          | Nazione       | Tempo    | Note |
| ---- | --------------- | ------------- | -------- | ---- |
| 1    | Liang Wenhao    | Cina          | 41"647   | Q    |
| 2    | Lee Han-bin     | Corea del Sud | 41"982   | Q    |
| 3    | Yuri Confortola | Italia        | 42"042   |      |
| 4    | Eduardo Alvarez | Stati Uniti   | 1'15"108 |      |

#### Batteria 4
| Pos. | Atleta             | Nazione       | Tempo  | Note |
| ---- | ------------------ | ------------- | ------ | ---- |
| 1    | Han Tianyu         | Cina          | 41"592 | Q    |
| 2    | Vladimir Grigor'ev | Russia        | 41"883 | Q    |
| 3    | Sébastien Lepape   | Francia       | 42"167 |      |
| 4    | Jack Whelbourne    | Gran Bretagna | 42"513 |      |

#### Batteria  5
| Pos. | Atleta          | Nazione       | Tempo  | Note |
| ---- | --------------- | ------------- | ------ | ---- |
| 1    | Viktor An       | Russia        | 41"450 | Q    |
| 2    | Jon Eley        | Gran Bretagna | 41"554 | Q    |
| 3    | Aydar Bekzhanov | Kazakistan    | 41"800 |      |
| 4    | Jordan Malone   | Stati Uniti   | 42"533 |      |

#### Batteria 6
| Pos. | Atleta                 | Nazione     | Tempo  | Note |
| ---- | ---------------------- | ----------- | ------ | ---- |
| 1    | Wu Dajing              | Cina        | 41"712 | Q    |
| 2    | Viktor Knoch           | Ungheria    | 42"261 | Q    |
| 3    | Niels Kerstholt        | Paesi Bassi | 42"441 |      |
| 4    | Nurbergen Zhumagaziyev | Kazakistan  | 42"680 |      |

#### Batteria 7
| Pos. | Atleta              | Nazione       | Tempo  | Note |
| ---- | ------------------- | ------------- | ------ | ---- |
| 1    | Olivier Jean        | Canada        | 41"616 | Q    |
| 2    | J.R. Celski         | Stati Uniti   | 41"717 | Q    |
| 3    | Mackenzie Blackburn | Taipei cinese | 42"337 |      |
| 4    | Thibaut Fauconnet   | Francia       | 42"368 |      |

#### Batteria 8
| Pos. | Atleta           | Nazione     | Tempo    | Note |
| ---- | ---------------- | ----------- | -------- | ---- |
| 1    | Sjinkie Knegt    | Paesi Bassi | 41"235   | Q    |
| 2    | Semën Elistratov | Russia      | 41"355   | Q    |
| 3    | Robert Seifert   | Germania    | 41"624   |      |
| 4    | Charles Hamelin  | Canada      | 1'18"871 |      |

### Quarti di finale

#### Quarto di finale  1
| Pos. | Atleta           | Nazione     | Tempo   | Note |
| ---- | ---------------- | ----------- | ------- | ---- |
| 1    | Sjinkie Knegt    | Paesi Bassi | 41"683  | Q    |
| 2    | Liang Wenhao     | Cina        | 41"817  | Q    |
| 3    | Viktor Knoch     | Ungheria    | 42"0433 |      |
| -    | Semën Elistratov | Russia      |         | PEN  |

#### Quarto di finale  2
| Pos. | Atleta            | Nazione       | Tempo  | Note |
| ---- | ----------------- | ------------- | ------ | ---- |
| 1    | Han Tianyu        | Cina          | 41"390 | Q    |
| 2    | J.R. Celski       | Stati Uniti   | 53"178 | Q    |
| 3    | Satoshi Sakashita | Giappone      | 59"249 | ADV  |
| -    | Park Se-yeong     | Corea del Sud |        | PEN  |

#### Quarto di finale  3
| Pos. | Atleta             | Nazione     | Tempo    | Note |
| ---- | ------------------ | ----------- | -------- | ---- |
| 1    | Wu Dajing          | Cina        | 41"056   | Q    |
| 2    | Charle Cournoyer   | Canada      | 41"060   | Q    |
| 3    | Freek van der Wart | Paesi Bassi | 1'01"371 |      |
| -    | Vladimir Grigor'ev | Russia      |          | PEN  |

#### Quarto di finale  4
| Pos. | Atleta       | Nazione       | Tempo  | Note |
| ---- | ------------ | ------------- | ------ | ---- |
| 1    | Viktor An    | Russia        | 41"257 | Q    |
| 2    | Jon Eley     | Gran Bretagna | 41"337 | Q    |
| 3    | Lee Han-bin  | Corea del Sud | 41"471 |      |
| 4    | Olivier Jean | Canada        | 41"760 |      |

### Semifinali

#### Semifinale 1
| Pos. | Atleta            | Nazione     | Tempo  | Note |
| ---- | ----------------- | ----------- | ------ | ---- |
| 1    | Wu Dajing         | Cina        | 40"846 | QA   |
| 2    | Charle Cournoyer  | Canada      | 40"945 | QA   |
| 3    | Han Tianyu        | Cina        | 41"151 | QB   |
| 4    | J.R. Celski       | Stati Uniti | 41"152 | QB   |
| 5    | Satoshi Sakashita | Giappone    | 41"661 |      |

#### Semifinale 2
| Pos. | Atleta        | Nazione       | Tempo  | Note |
| ---- | ------------- | ------------- | ------ | ---- |
| 1    | Viktor An     | Russia        | 41"063 | QA   |
| 2    | Liang Wenhao  | Cina          | 41"221 | QA   |
| 3    | Sjinkie Knegt | Paesi Bassi   | 41"290 | QB   |
| 4    | Jon Eley      | Gran Bretagna | 41"441 | QB   |

### Finali

#### Finale A
| Pos.    | Atleta           | Nazione | Tempo    |
| ------- | ---------------- | ------- | -------- |
| Oro     | Viktor An        | Russia  | 41"312   |
| Argento | Wu Dajing        | Cina    | 41"516   |
| Bronzo  | Charle Cournoyer | Canada  | 41"617   |
| 4       | Liang Wenhao     | Cina    | 1'13"590 |

#### Finale B
| Pos. | Atleta        | Nazione       | Tempo  |
| ---- | ------------- | ------------- | ------ |
| 5    | Han Tianyu    | Cina          | 41"534 |
| 6    | J.R. Celski   | Stati Uniti   | 41"786 |
| 7    | Jon Eley      | Gran Bretagna | 41"870 |
| 8    | Sjinkie Knegt | Paesi Bassi   | 42"608 |

Data: Venerdì 21 febbraio 2014 

Ora locale: 20:30 
 
Sito: 

Legenda:
- DNS = non partito (did not start)
- DNF = prova non completata (did not finish)
- DSQ = squalificato (disqualified)
- Pos. = posizione